# Copa de las Naciones UCI sub-23 2024
La Copa de las Naciones UCI sub-23 2024 es la decimoctava edición del calendario ciclístico creado por la Unión Ciclista Internacional para corredores menores de 23 años.
El calendario está compuesto por tres carreras limitada a corredores menores de 23 años (sub-23).

## Resultados
| Fecha           | País            | Carrera                  | Categoría | Vencedor         | Equipo                    |
| --------------- | --------------- | ------------------------ | --------- | ---------------- | ------------------------- |
| 15-19 de mayo   | Polonia         | Orlen Nations Grand Prix | 2.Ncup    | Mathys Rondel    | Selección de Francia      |
| 30-2 de junio   | República Checa | Carrera de la Paz sub-23 | 2.Ncup    | Brieuc Rolland   | Selección de Francia      |
| 13-20 de agosto | Francia         | Tour del Porvenir        | 2.Ncup    | Joseph Blackmore | Selección del Reino Unido |

### Clasificación
| #  | País         | Puntos |
| -- | ------------ | ------ |
| 1  | Bélgica      | 106    |
| 2  | Francia      | 96     |
| 3  | Suiza        | 87     |
| 4  | España       | 86     |
| 5  | Reino Unido  | 81     |
| 6  | Países Bajos | 73     |
| 7  | Alemania     | 65     |
| 8  | Luxemburgo   | 62     |
| 9  | Dinamarca    | 58     |
| 10 | Italia       | 47     |